# Dr.Web
Dr.Web（ドクターウェブ、ロシア語:Доктор Веб） とは、ロシアのDoctor Web, Ltd.が開発するアンチマルウェア製品の総称。日本国内では 100% 出資の現地法人 Doctor Web Pacificがライセンスの販売およびユーザサポートを提供する。
日本では Dr.Webブランドでの販売以前から韓国New Technology Wave Inc.がDoctor Web, Ltd.からアンチウイルスエンジンのOEM供給を受けてウイルスチェイサーを開発し、韓国国内での販売・サポートを、また株式会社インテリジェント ウェイブが日本国内での販売・サポートを行っている。

## 概要
元ソ連空軍のパイロットだったイーゴリ・アナトリエヴィッチ・ダニロフが計算機科学者に転進後、独自理論に基づいて開発したアンチウイルスエンジンをベースにしたアンチウイルスソフトである。ロシア、ウクライナなどの旧ソ連地域を中心とした企業、個人ユーザが多く、製品のサポートとより一層の研究開発を目的として、2003年にDoctor Web, Ltd.が設立された。100% 出資の日本法人である株式会社 Doctor Web Pacific は 2010年12月に業務を開始した。